# Beckeln
Beckeln är en kommun och ort i Landkreis Oldenburg i förbundslandet Niedersachsen i Tyskland. 
De tidigare kommunerna Groß Köhren och Klein Köhren uppgick i Beckeln 1 mars 1974.
Kommunen ingår i kommunalförbundet Samtgemeinde Harpstedt tillsammans med ytterligare sju kommuner.